# Sarima koshunense
Sarima koshunense är en insektsart som beskrevs av Matsumura 1916. Sarima koshunense ingår i släktet Sarima och familjen sköldstritar. Inga underarter finns listade i Catalogue of Life.